# Palazzo del Picchetto
Il palazzo del Picchetto, più semplicemente noto come Picchetto, sorge nel centro di Livorno lungo la via Grande, a pochi metri dal Cisternino di città e dal monumento a Francesco Domenico Guerrazzi, delimitando il lato nord-occidentale di piazza Guerrazzi.

## Storia
Il palazzo del Picchetto fu costruito a partire dal 1701 su disegno solitamente attribuito al celebre architetto Giovan Battista Foggini.
Pochi anni dopo, intorno al 1707, l'edificio fu ristrutturato ed ampliato da Giovanni del Fantasia per volere del granduca Cosimo III de' Medici come riportato dalla lapide posta sulla facciata di via Grande, che cita "amplitudinem donavit".
Il Picchetto sorse come caserma militare nei pressi della Porta a Pisa (scomparsa intorno alla metà dell'Ottocento), all'interno della città fortificata ideata da Bernardo Buontalenti; nei pressi sorgevano la chiesa di Santa Barbara e, sin dall'epoca medioevale, la piccola cappella di Santa Giulia (entrambe scomparse).
Il palazzo, assieme al vicino Cisternino di città, è l'unica struttura posta sulla via Grande ad essere scampata alle distruzioni legate alla seconda guerra mondiale, quando l'intera strada fu oggetto di devastanti bombardamenti, assieme a buona parte del centro storico della città, all'epoca occupato dai tedeschi.
L'edificio è stato sede del Comando di Presidio (XX Comando Zona) fino al 2007, andando successivamente incontro a fenomeni di degrado. Nel 2016 è stato occupato abusivamente da alcune famiglie di sfrattati. Il 7 maggio 2019 è stato sgomberato dalle forze dell'ordine.

## Descrizione

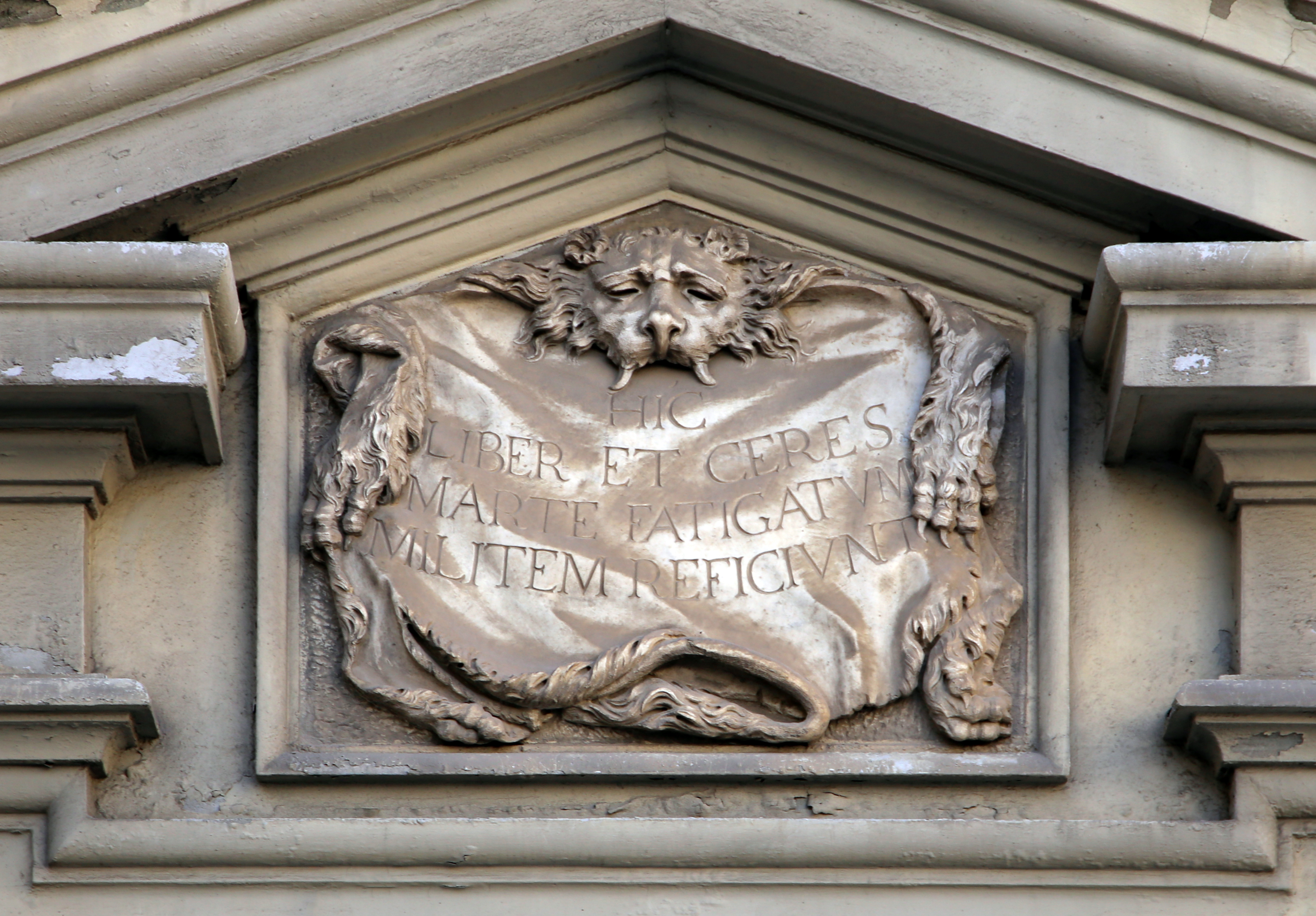
Dettaglio della facciata scolpito da Andrea Vaccà

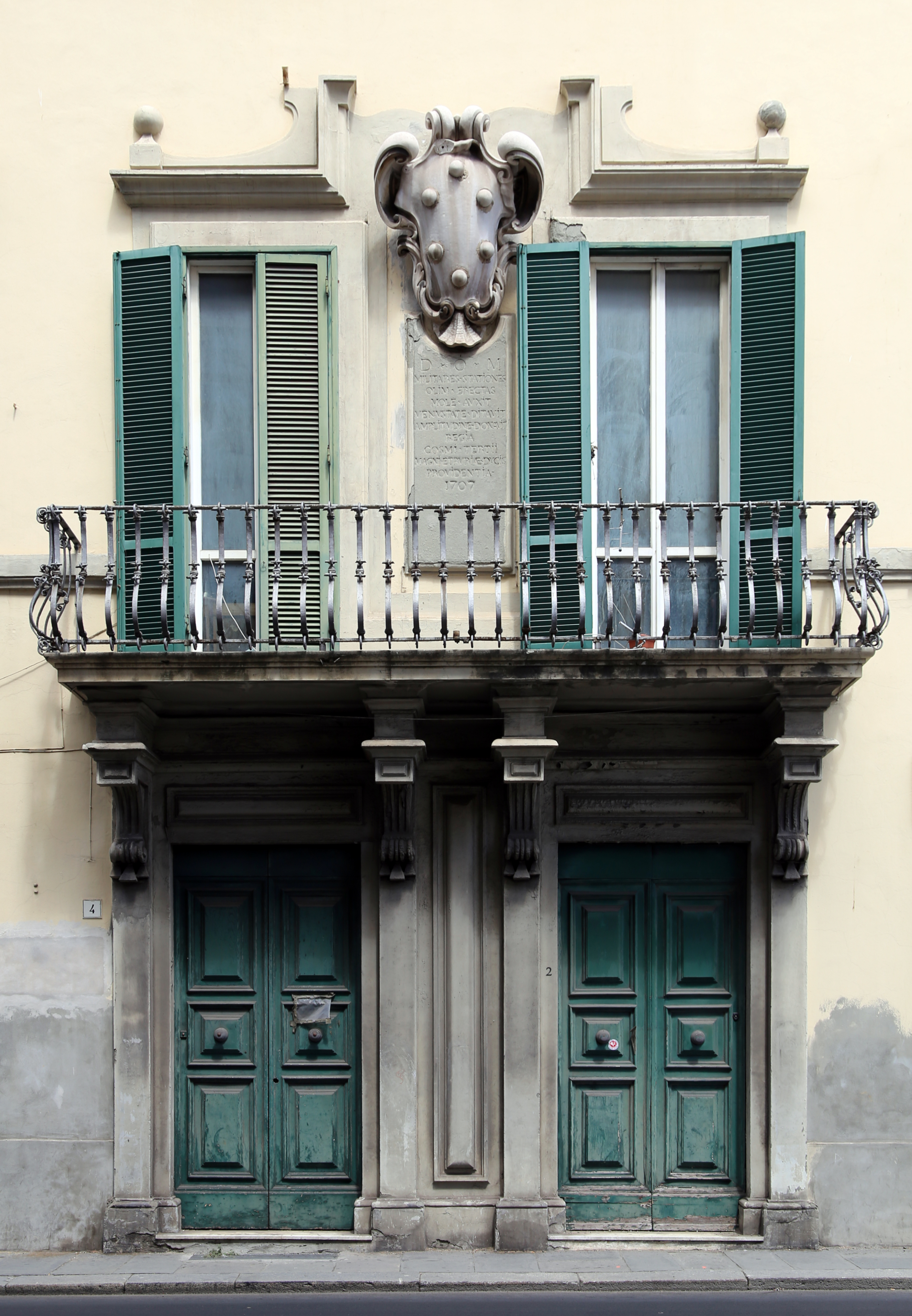
Lapide con stemma mediceo di Cosimo III

Il palazzo presenta una pianta ad "L", con una facciata solida e maestosa.
Il prospetto fu decorato con sculture di Andrea Vaccà, da Carrara, che realizzò due pelli di tigre, aperte e munite di testa e zampe, sopra le porte laterali dell'edificio.
Sulla facciata di via Santa Barbara è posta una lapide, datata 1962, nella quale si ricorda che di fronte al palazzo, nella zona della scomparsa chiesa di Santa Barbara (1581), sorgeva una chiesa di epoca longobarda dedicata a Santa Giulia di Porto Pisano, che fu distrutta dalle truppe di Carlo I d'Angiò nel 1268.
L'interno è caratterizzato da un cortile delimitato da eleganti loggiati disposti su più ordini.